# Валле, Анри
Анри Пьер Мишель Арханж Валле (фр. Henri Pierre Michel Archange Vallée; 16 июня 1874[…], Дижон — 12 марта 1947, Дижон) французский ветеринар, микробиолог и педагог. Командор ордена Почётного легиона.

## Биография
Анри Валле родился 16 июня 1874 года в городе Дижоне. Успешно окончив Альфорскую национальную ветеринарную школу работал ассистентом-добровольцем у Эдмона Нокара, затем стал сотрудником Эммануэля Лекленша. 
После смерти Нокара Валле, пройдя большой конкурс, сменил его на посту профессора патологии инфекционных болезней в альма-матер и читал там лекции в течение 16-ти лет. 
В 1911 году он был назначен директором ветеринарной школы Альфорта. За время своего пребывания на посту директора он заложил первые основы Института экзотической ветеринарной медицины. 
В 1920 году он оставил преподавание и управление школой Альфорта, чтобы посвятить себя исключительно руководству лабораторией Альфорта, которая получила название Национальной лаборатории ветеринарных служб.
В 1929 году он принял руководство ветеринарной службой Министерства сельского хозяйства, где сменил Эммануэля Лекленша. В этой должности он прослужил четыре года, но состояние здоровья вынудило его уйти в отставку в 1933 году, и он вернулся в свой родной город, где и умер 12 марта 1947 года.
Большая часть научных работ Валле была посвящена вопросам профилактики, иммунизации и диагностики туберкулеза крупного рогатого скота. Другие многочисленные работы (по сапу, симптоматическому карбункулу, ящуру, актиномикозу, заразным болезням свиней и т.д.) заметно способствовали разработке мероприятий по предупреждению и прекращению эпизоотий.
Заслуги учёного были отмечены орденом Почётного легиона.